# 1947年中国
| 中国历史 / 中国历史年表 |
| 世紀： 19世纪中国 / 20世纪中国 / 21世纪中国                                                                                       |
| 年代： 1910年代中国 / 1920年代中国 / 1930年代中国 / 1940年代中国 / 1950年代中国大陆 / 1960年代中国大陆 / 1970年代中国大陆         |
| 年份： 1943年中国 / 1944年中国 / 1945年中国 / 1946年中国 / 1947年中国 / 1948年中国 / 1949年中国 / 1950年中国大陆 / 1951年中国大陆 |
| 纪年： 丁亥年（猪年）、中华民国36年                                                                                               |

## 大事記

### 1月
- 《解放日報》訊：四川、西康、雲南、貴州四省民變武裝發展迅速：西康民變部隊組成人民自衛軍，部隊分七路，提出組織人民政府口號；四川民變武裝已達12萬人以上，川西邛崍、岷山中一部達數萬人，稱「民主人民軍」；川滇邊境17個民變領袖合組「川滇總司令部」，所屬各部分駐成犄角之勢；雲南全省民變武裝2萬餘人；貴州織金、黔西、金沙、大定、桐梓、仁懷等縣均有民變活動；重慶行轅及西昌警司令部遺駐川康邊3個旅、駐雲南之航空委員會特七旅與整編第七十九師等部，會同各省保安團隊向四省邊境變民「進剿」[1]:8276。3月1日，劉文輝召開西康行政檢討會議，討論西康民變事件；會後派人到滎經、天全、蘆山、保興等縣說服招撫，西康民變事件結束[1]:8300。4月11日，西康民變領袖朱世飛等向政府投誠[1]:8332。
- 1月1日——國民政府公布《中華民國憲法》，定於本年12月25日施行；憲法凡14章175條[1]:8251。于斌就任天主教南京教區總主教職；上海、南京、杭州、無錫等地學生舉行反美軍暴行示威遊行，要求美軍撤退[2]:486。
- 1月2日——新四军发起鲁南战役，围攻国军整编第二十六师和第一快速纵队[3]:105。
- 1月3日——美國照會中蘇兩國，大連應即在中國管理之下，開放國際貿易，恢復中長鐵路交通；華北美軍開始撤退[2]:486。
- 1月4日——郵政總局試辦國內報值掛號函件業務[2]:486。菲律賓排華加劇，宣布暫不准華僑入境；中國為保僑，經外交部多次交涉，獲法國及越盟雙方同意，在越南法越衝突地區設立中立區[1]:8256。

国民革命军整编第二十六师和第一快速纵队全军覆没，大批重型装备被新四军缴获，鲁南战役第一阶段结束:106。
- 1月5日——东北民主联军1纵、2纵、6纵和三个独立师，一下江南。首先包围其塔木要点，吸引和歼击国军援军于张麻子沟、焦家岭等地，同时攻歼其塔木守军。先后歼灭国民革命军新编第一军2个团和保安团队一部，迫使国军停止对临江的进攻，并由南满抽调2个师北援。此时，由于气温降到零下40摄氏度，作战行动受到妨碍，北满民主联军遂撤回江北[4]:168-170。
- 1月6日——美國總統杜魯門宣布召等使馬歇爾返國（1月8日，馬歇爾離華返美）[2]:486。
- 1月7日——公布修正「國民參政會組織條例」，並延長第四屆參政員任期至本年12月24日[2]:486。
- 1月8日——國防最高委員會與中國國民黨中央執行委員會聯席會議決議：立法委員任期延長[2]:486。
- 1月11日——中共之京滬發言人仍堅持取消憲法，恢復去年1月13日軍事位置為恢復和談條件；中國鹽業公司成立[2]:486。新四军攻占峄县，全歼守军，整编第二十六师师长马励武被俘[3]:106。
- 1月14日——周恩來抨擊馬歇爾之報告[2]:486。
- 1月16日——美國駐華大使司徒雷登正式通知中共代表王炳南，政府決派張治中赴延安商談，重啟和談之門（1月18日，中共答覆司徒，仍堅持取消「偽憲」等兩項要求，否則不能重開談判。）[2]:486。
- 1月18日——中國外交部宣布，對因荷印蘇門答臘島東部巨港與印尼軍最近發生戰事致使該地華僑所受嚴重損害事，政府已在南京與巴達維亞兩地分別向荷方及印尼當局提出強硬抗議；中國駐巴達維亞領事宣布，巨港荷軍與印尼獨立軍最近衝突結果，華僑150人罹難，另500人受傷，無家可歸者800人[1]:8269。
- 1月19日——外交部長王世杰對法大使梅理靄（Jacques Meyrier）聲明西沙群島主權屬於中國[2]:486。新四军对枣庄国军发起总攻；至1月20日13时，国军枣庄驻守部队整编第五十五师师部及两个团全部被歼，师长周毓英被俘；鲁南战役至此全部结束。
- 1月20日——政府發表對於和平商談之願望及其經過之聲明；國史館在南京正式開館，張繼、但燾任正副館長；國防部史料局亦告成立[2]:486-487。交通部民用航空局正式成立[2]:487。
- 1月22日——蔣介石核准經濟建設五年計劃，並交行政院付諸實施[1]:8271。北平美軍強姦北京大學女學生案，宣判皮爾遜（William G. Pierson）罪名成立[2]:487。印尼、越南華僑受害慘烈，中國外交部與僑務委員會分途救僑護僑，並向荷蘭、印尼、法國提出嚴重抗議[1]:8271。
- 1月22日——中共淮陽縱隊司令張少武通電投向國軍[5]:158。
- 1月23日——中共中央军委命令，撤销新四军、山东军区、华中军区、山东野战军和华中野战军番号，组建华东军区和华东野战军。陈毅任军区司令员、野战军司令员和政治委员；饶漱石任军区政治委员；粟裕任野战军副司令员，谭震林任野战军副政治委员[6]:89。
- 1月24日——中國航空公司開辟中美航線，首次試航班機是巨型「南京號」，今後中航班機將定期由上海往返舊金山[1]:8272。
- 1月29日——司徒雷登發表聲明：美政府已決定終止其與3人小組之關係，同時退出軍事調處執行總部（1月30日，政府宣布解散3人小組及軍調部，並對美方從事調停表示感謝。）[2]:487。
- 1月30日——在戈壁沙漠發現最大恐龍殘骸[2]:487。國軍集中4個師分3路向臨江地區發動進攻[4]:170。

### 2月
- 2月1日——北平軍調部中共人員開始撤退；中共中央政治局舉行擴大會議，發出「迎接中國革命的新高潮」指示；中共發表聲明，表示對1946年1月10日以後國民政府之一切借款、條約，及今後未經政治協商會議通過之外交談判，均不承認[2]:487。
- 2月3日——河內中華會館及華僑互助會電南京華僑代表，籲請政府速予救濟；政府官員宣稱，法國政府已在原則上同意賠償華僑損失，中國政府已採取措施援助華僑，並決定撤退戰區內之華僑[1]:8279。蘭州甘肅科學教育館展出武都龍家溝出土骨化石，多為人類學上極品[2]:487。
- 2月4日——中國外交部人士稱：中國政府已就印尼巨港華僑所受之損失；向荷蘭政府提出抗議，並建議重劃安全區，組織華僑民團，保護安全區內華僑，巴達維亞當局已接受此建議；中國政府亦已向印尼共和國當局提出抗議，要求設法救援華僑[1]:8280。荷蘭女王函謝中國東印度華僑抗戰有功[1]:8280。
- 2月5日——东北民主联军第3纵队与第4纵队第10师，对进至高丽城子且战斗力较弱的第一九五师发起反击，歼其2000余人。6日黄昏，新宾之国军第二〇七师1个团赶至三源浦增援，被第3纵队主力歼灭大部。与此同时，深入南满国军后方的第4纵队一部，在本溪、抚顺、桓仁三角地区攻克据点多处[4]:171-172。
- 2月6日——軍調部組織一特別小組，負責辦理交換國共兩方互相扣留之聯絡官及遺回事項；中共方面扣留者周北峰等3人，及國軍第十二戰區扣留者袁劍等5人，均在北平交換遣回[1]:8281。司徒雷登發表聲明，願於3月5日以前，協助中共人員撤退；交通部電令中國航空公司、中央航空公司恢復國際航線[2]:487。
- 2月7日——軍調部第一批美方人員撤離北平[2]:487。
- 2月8日——中國外交部派代表往印尼巨港，調查荷蘭海軍扣留中國船隻及辦理受難僑胞善後事宜[1]:8282。
- 2月9日——新加坡27個華僑團體決議向聯合國控訴荷蘭人在印尼屠戮和殺傷成百名華僑之暴行[1]:8283。
- 2月10日——聯合國善後救濟總會駐煙台人員奉命撤回，聯合國善後救濟總署副署長傅克遜克等亦中止赴烟台巡察之行；山東解放區善後救濟委員會發言人發表談話，要求聯合國善後救濟總署迅速派員至解放區繼續救續救災工作[1]:8284。金價每兩達72萬元，美鈔每元1萬6,000元，市場動亂，糧價暴漲[2]:487。廣東各界組織緊急救濟越僑委員會，決先請省銀行墊滙1000萬元赴越南救濟；同時發動各縣、市，限1個月滙齊[1]:8284。朱德以中国人民解放军总司令名义发布组件陕甘宁野战兵团的命令，自此以后，八路军番号不再使用[7]:96
- 2月11日——北平軍調部中共人員開始撤返延安[2]:487。
- 2月12日——張東蓀等教育及文化界人士在上海成立「中國改建學社」[1]:8283。孔祥熙請澈查中央銀行出售黃金帳（盛傳孔及山西幫大量購收黃金）[2]:487。營招商局中印航線班輪「海天」輪由上海首航[1]:8285。
- 2月13日——蘇聯答復王世杰照會，仍謂對德和會諸國「不包括中國」；王力駁之[2]:487。國軍調用全部宜昌以下船隻，航運中斷，滯留宜昌乘客3,000人，食宿均極困難[1]:8286。
- 2月14日——上海警備司令部、憲兵團、警察局、中央調查統計局合組經濟監察團（鄭介民奉派到上海查辦金潮，特成立此機構）[2]:487。教育部函各省政府，請於本年上半年內，在各縣恢復縣教育局[1]:8286。
- 2月15日——東北人士盧擴聲、周鯨文上書蔣，請釋張學良[2]:488。
- 2月16日——國民政府宣布「經濟緊急措施方案」，禁止黃金買賣與外幣流通[2]:488。
- 2月17日——蔣介石在國府紀念周發表講話，稱「國家處於非常時期，目前軍事、社會、政治、經濟四者問題十分嚴重」，又稱「確有把握擊敗共產黨」[1]:8289。美國政府由其代表團向聯合提出托昔日在日本統治下，現為美軍佔領之太平洋500個島嶼之要求；中國對此原則支持，但是，其中原本隸屬中國版圖之沖繩、琉球諸島之問題，保留原有要求[1]:8290。越南法軍以大炮、飛機猛攻河內華僑區內之越軍；該處尚餘華僑5000餘人，生命大受威脅[1]:8291。
- 2月18日——越南國民聯合會代表黃榮協在廣東僑務處招待記者，報告法越戰爭發生後華僑之遭遇；並指責中國駐河內總領事袁子健之瀆職行為以致華僑遭受重大損失[1]:8291。
- 2月21日——軍調部停止辦公，中共代表葉劍英等撤返延安[2]:488。
- 2月22日——全國學生抗議駐華美軍暴行聯合會籌備會在上海成立[2]:488。
- 2月25日——特任羅家倫駐印度大使，吳澤湘為駐智利大使[2]:488。
- 2月28日——南京、上海、重慶衛戍警備司令部通令3處中共代表機構，必須在3月5日前撤返延安，重慶《新華日報》勒令停刊；台灣台北因緝私煙酒案件，發生暴動，行政長官陳儀宣佈戒嚴（3月2日，解嚴；3月9日，再次戒嚴。）[2]:488。

### 3月
- 3月1日——國民政府特任張嘉璈為中央銀行總裁；行政院長宋子文辭職，由國民政府主席蔣介石暫兼[2]:488。蔣介石在中國國民黨中央訓練團黨政班留京同學聯誼上發表演說，聲稱：「不出一年半載，『國家建設障礙』必可排除。」[1]:8298
- 3月2日——蔣介石電令駐京滬線之第二十一軍開赴台灣「平亂」，軍部及直屬營、連和第一四六師即日在吳淞上船直開基隆，第一四五師在連雲港集結候輪開高雄，限3月8日前到達，該軍到台後歸陳儀指揮[1]:8301。
- 3月3日——謝雪紅、吳振武成立台中地區治安委員會作戰本部（3月6日，台中學生維持治安隊成立，另編「二七部隊」。）[2]:488。
- 3月4日——「最高經濟委員會」改稱「全國經濟委員會」，隸於行政院，下設物價委員會；各黨派應國民政府邀抵南京，會商政府改組[2]:488。
- 3月5日——四川、西康兩省各縣、市內中共人員限於本日全部集中撤退[1]:8300；成都《新華日報》營業處職員9人，是晨由成都警備司令部派車送往重慶[1]:8304。中國共產黨宣佈重新組編其軍事力量，將其所屬軍隊一律改為「中國人民解放軍」[8]:189。
- 3月6日——二二八事件處理委員會在台北正式成立，並發表告全國同胞書，稱「目標在肅清貪官污吏，爭取本省同胞參加這次改革本省政治的工作」[1]:8305。
- 3月7日——中共中央軍委副主席周恩來接見合眾社記者，表示：中國問題應由中國人民自行加以解決，此次莫斯科外長會議當仍將遵行以前之原則，即維持和平、停止衝突、設立各黨各派之聯合政府，而不干涉中國內政等項，否則應加以反對[1]:8305。日本賠償物資約達1,000萬噸，中國可獲30%[2]:488。國防最高委員會決定取消台灣行政長官公署，改組省政府[1]:8306。
- 3月8日——台灣全省除高雄、基隆、新竹外，民眾控制大部縣、市，各級處理委員會實際行使行政管理職權，並成立治安自衛隊；國軍第二十一軍抵達台灣，在基隆港登陸[1]:8307。
- 3月9日——閩台監察使楊亮功奉監察院命抵達台灣，上午接見記者發表談話，希望迅速恢復秩序[1]:8308。
- 3月10日——蔣介石在中樞擴大紀念周演講，稱：「務希台省同胞深明大義，嚴守紀律」，「自動取消非法組織，恢復地方秩序。」[1]:8308延安中共軍事會議，決發動全面攻勢[2]:488。蘇聯、美國、英國、法國四國外長會議在莫斯科開會；蘇聯外長莫洛托夫提議由美國、英國、蘇聯三國報告1945年3月3日外長會議時關於中國決議之實施情況，並反對美國國務卿馬歇爾邀請中國代表參加之提議[1]:8309。
- 3月12日——國民政府公布制定「戶口普查法」[2]:488。中共發出地下鬥爭路線方案[2]:489。
- 3月13日——國民政府公布修正《國立中央研究院組織法》，規定國立中央研究院直轄於國民政府，為中華民國學術研究最高機關[1]:8311。
- 3月14日——國軍空軍炸延安[2]:489。
- 3月15日——黃河花園口堵口工程合龍；中國國民黨第六屆中央執行委員第三次全體會議在南京開幕（3月24日閉幕）[2]:489。
- 3月16日——國內各航線復航[2]:489。北平國立研究所原子學研究所，聘錢三強夫婦主持[1]:8313。
- 3月17日——釋太虛（1890-1947，俗名呂沛林，出生浙江海寧，是佛教協進會發起人，世界佛教聯合會創建者；曾創辦《覺社書》雜誌，後改名《海潮音》月刊；武昌佛學院院長）逝世於上海玉佛寺[2]:489。
- 3月18日——上午8時，蔣經國抵達基隆，第一次踏上台灣土地，由要塞司令史宏熹陪同視察[1]:8315。
- 3月19日——國軍攻入延安[5]:158。
- 3月20日——聯合國善後救濟總會中國分署宣布逐漸結束直接參加中國善後救濟事業之計劃：最後結束工作，由少數職員擔任，至年底截止；民盟中常委、西北總支部主任委員杜斌丞以「販賣毒品」罪，在西安被陝西省戒嚴總司令部逮捕，杜斌丞在法庭上痛斥特務栽贓陷害[1]:8317。
- 3月21日——中國國民黨六屆三中全會舉行第六次大會，檢討黨務及經濟；下午舉行第七次大會，通過第七次全國代表大會延期一年召開，中常會三分之一委員改選於次日大會中選舉等兩項議案[1]:8317。監察院加派何漢文赴台調查事變情形[1]:8318。
- 3月22日——中國國民黨六屆三中全會舉行第八次大會，檢討經濟、政治，並改選中央常務委員三分之一；會議通過將台灣行政長官陳儀撤職查辦，及取銷東北行轅下屬之政治、經濟兩委員會兩案[1]:8318。
- 3月23日——中國國民黨六屆三中全會通過《徹底改革黨務案》，該案承認「演變至現階段之本黨，無論從黨的本身或從黨與政治及社會之關係上觀察，皆已暴露其嚴重病態」；「若不從速徹底改革，無待外力之壓迫，亦必自趨崩潰」；為此，決議設立黨務改造委員會，徹底改造本黨，徹底實行黨內民主，從基層以至中央各級黨部立即廢除指派圏定等落伍辦法，指出「今日之黨團關係，若即若離，含混不清，黨團在表面上雖未嚴格分離，實際上早已自成體系，省級以下之黨團摩擦日益顯著，如不速謀澄清，長此以往，實為本黨自殺政策」[1]:8319。
- 3月24日——中國國民黨六屆三中全會舉行第十次大會，通過提案三項：一、國民政府增加副主席一人；二、國府五院院長為當然中央常務委員，如已當選為中常委者，其缺額由選舉常委之次多數遞補；三通過《經濟改革方案》、《政治改革方案》、《刷新政治風氣，限制公務員兼職案》[1]:8320。下午，中國國民黨六屆三中全會閉幕，通過發表宣言，宣稱中國國民黨之任務[1]:8320。
- 3月26日——明令周佛海減處無期徒刑[2]:489。國防最高委員會決議：改漢口、瀋陽、廣州、西安四市為行政院直轄市[1]:8322。
- 3月28日——立法院通過《國民大會代表選舉罷免法》及《總統選舉罷免法》；行政院善後救濟總署、聯合國善後救濟總會社會福利會議圓滿閉幕，宋美齡特赴會致詞[1]:8323。
- 3月30日——立法院通過五院組織法等法律；中國僑胞商船9艘在印尼遭荷蘭海軍扣阻[1]:8324。
- 3月31日——國民政府公布行憲法規十種（國民大會組織法，國民大會代表選舉罷免法，總統副總統選舉罷免法，立法委員及監察委員選舉罷免法，行政、立法、司法、考試、監察五院組織法）[2]:489。

### 4月
- 4月2日——中國國民黨中常會開會通過三中全會各決議案，主要有：一、台灣行政長官陳儀撤職查辦案，請政府立即執行；二、黃金潮案，請行政院、監察院迅予處理[1]:8326。
- 4月5日——解放軍襲擊塘沽美車倉庫，企圖奪取美軍軍火，雙方均有死傷[5]:159。
- 4月6日——國防最高委員會議決在行政院內設置新聞局；4月17日、18日，國防最高委員會、立法院分別通過《新聞局組織條例》[1]:8329。
- 4月7日——國防最高委員會議決：各地軍事委員會委員長行營改稱國民政府主席行轅，其組織及職權依舊[1]:8329。
- 4月14日——王世杰發表聲明，對德和會應由五國外長全體會議決定，在和會召集問題未適當解決之前，中國政府保留其一切自由行動[2]:489。
- 4月15日——全國銀行業聯合會成立[2]:489。
- 4月16日——中國國民黨中常會舉行例會通過《國民政府施政方針》（即《公同綱領》），蔣介石代表中國國民黨與青年黨、民社黨及社會賢達代表在官邸簽署；中國國民黨中常會決定，各級政府、民意機關、人民團體及學校，均停止舉行總理紀念週，俟國民政府改組後，另定紀念辦法[1]:8335。
- 4月17日——《國民政府施政方針》公布；中國國民黨中常會通過《國民政府組織法》，推選蔣介石為國民政府主席[1]:8335；中常會並通過蔣提出之國府五院院長名單，孫科為國府副主席，張群、孫科、居正、于右任、戴傳賢分別為行政、立法、司法、監察、考試五院院長[1]:8336；中常會決議撤銷中央調查統計局[1]:8336。外交部照會蘇聯駐華大使，要求接收旅順、大連[2]:490。
- 4月18日——國民政府明令公布：一、修正國民政府組織法；二、選任孫科、居正、于右任、戴傳賢、張群、張繼、鄒魯、宋子文、翁文灝、王寵惠、邵力子、王世杰、蔣夢麟、鈕永建、吳忠信、陳布雷、章嘉呼圖克圖、曾琦、陳啟天、余家菊、何魯之、伍憲子、胡海門、戢翼翹、莫德惠、陳輝德、王雲五、鮑爾漢等28人為國民政府委員；三、選任張群為行政院長，孫科兼立法院長，居正為司法院長，于右任為監察院長，戴傳賢為考試院長[2]:490；蔣介石在國府禮堂招待新聞界發表談話稱：國府委員會之改組乃我國自訓政進入憲政之重要步驟，此次改組使各政黨及社會賢達得以參加全國最高之決策機構[1]:8336。國軍太原被圍，對外交通日絕[2]:490。
- 4月19日——特派商震為盟國對日委員會中國代表兼中國駐日代表團團長[2]:490。
- 4月23日——國民政府委員會成立，舉行首次國務會議；特任王雲五為行政院副院長，張厲生、王世杰、白崇禧、俞鴻鈞、李璜、朱家驊、俞大維、左舜生、谷正綱、谷正倫、薛篤弼、謝冠生、李敬齋、周詒春分別兼任內政、外交、國防、財政、經濟、教育、交通、農林、社會、糧食、水利、司法行政、地政、衛生部部長，翁文灝、許世英、劉維熾兼任資源、蒙藏、僑務委員會委員長[2]:490。蔣介石主持國防最高委員會最後一次會議，與中國國民黨中常會聯合舉行，決定中國國民黨參加行政院人選；國防最高委員會宣布撤銷，其職權根據中國國民黨第六屆二中全會決議由改組成立之國民政府委員會接替，該會秘書廳發出公告，是日起停收文件，辦理結束[1]:8339。中共領導之內蒙古人民代表會在王爺廟開幕，雲澤為主席（5月1日，內蒙古自治區人民政府宣告成立。5月6日，會議閉幕。）[2]:490。
- 4月24日——國民政府公布修正《國民政府委員會會議規程》，規定國民政府委員會會議稱為國務會議；國民政府通過《國民大會代表立法院立法委員選舉總事務所組織條例》[1]:8341。
- 4月25日——滬、渝海校及駐青島之海訓團，包括學生總隊、接艦訓練班及軍官訓練班，合併組成海軍軍官學校在青島成立[1]:8342。
- 4月26日——柏文蔚（1879-1947，安徽壽縣人，歷任中國國民黨中央執行委員、第三十三軍軍長、國民政府委員等職。）卒於上海；南京大屠殺主犯谷壽夫槍決[2]:490。
- 4月27日——特派郭泰祺為出席聯合國大會全權代表[2]:490。
- 4月29日——米麵棉紗狂漲，物價委員會開會商討（4月30日再度會議）[2]:490。中國外交部與內政部、海軍總司令部會商確保南海島嶼對策[1]:8344。

### 5月
- 5月1日——糧食部田糧會議開幕，討論徵費及管制糧價問題（5月5日閉幕）[2]:490。
- 5月2日——國民政府公布《特種營業稅法》，規定：特營業稅由中央統一徵收，課稅範圍包括銀行業、信托業、保險業、交易所及交易所發生之營利事業，進口商營利事業，國際性、省際性交通事業，其他有競爭性之國營事業及中央政府與人民合辦之營利事業[1]:8347。
- 5月4日——河南大學、山東大學教員全體罷教，要求改善待遇（5月6日，中央大學教授發表宣言，亦要求改善待遇；同日，北京大學校長胡適電請教育部調整教授待遇。）[2]:490。
- 5月5日——蘇聯駐華大使彼得洛夫（Appolon A. Petrov）覆照外交部，同意中國派代表前往旅大視察接收問題；四川、浙江、江蘇省境均發生搶米風潮[2]:491。
- 5月6日——中央警官學校舉行開學與畢業典禮，蔣主持並發表訓詞[1]:8349。
- 5月7日——萬隆華僑發起集資百萬盾，計劃開發西沙群島；萬隆市已有5000僑胞表示願往西沙群島開發，現已募款1萬盾[1]:8350。
- 5月8日——加拿大取消限制華人入境法案[1]:8351。
- 5月11日——南京民主同盟負責人與中央大學學生代表會議，策動學潮（5月25日、5月28日，一再舉行。）[2]:491。
- 5月13日——公教人員待遇調整，平均增加80%；上海交通大學學生2,000餘人進南京請願，南京上海車阻，教育部長朱家驊到上海處理[2]:491。
- 5月18日——臨時國務會議通過「維持社會秩序臨時辦法」，禁止聚眾遊行及越級請願[2]:491。
- 5月19日——上海各大學學生約5,000人舉行反饑餓、反內戰遊行，軍警勸阻，但未肇事[2]:491。
- 5月20日——外交部就5月19日法機兩架，自越南侵入我廣西邊境龍津屬水口關，低飛掃射，擊斃渡夫3名，士兵1名事件，向法國大使館提出嚴重抗議[1]:8357。
- 5月21日——國民政府任命麥斯武德為新疆省政府主席[2]:491。解放軍林彪部渡松花江，攻佔公主屯，永吉、長春、四平街乃陷於孤立[5]:162。「永興」、「中業」兩軍艦駛抵南沙群島之太平島，駐守南疆[1]:8358。
- 5月22日——南京中央大學學生決繼續罷課，要求政府撤銷維持治安臨時辦法[2]:491。
- 5月23日——南京學生決定以6月2日為「反饑餓、反內戰、反暴行」日[2]:491。
- 5月26日——美國解除對華軍火出口禁令[2]:491。
- 5月29日——北京大學、清華大學教授102人宣言，勸學生避免犧牲，不廢學業，盼望政府深切有悟，只能善導而不應高壓[2]:491。
- 5月30日——交通大學開除「共黨學生」，校長吳保豐辭職；財政部公布「取締食鹽囤積居奇實施辦法」[2]:491。

### 6月
- 6月1日——國民政府宣布北平、天津、重慶、瀋陽等地戒嚴；南京、北平等地學生接受勸導，決定取消「六二遊行」[2]:491。外交部宣布中國正式承認匈牙利政府[1]:8366。
- 6月5日——國民政府明令公布1945年9月重新劃定之東北新省區區劃，共計有：遼寧省、安東省、遼北省、吉林省、松江省、合江省、黑龍江省、嫩江省、興安省九省，下設15個市、159個縣、21個旗及大連市、哈爾濱市、瀋陽市3個行政院直轄市，此新省區劃自8月1日起實行[1]:8367。
- 6月6日——蔣主持國務會議，重申和平解決國是決心[2]:492。解放軍攻陷熱河赤峰[5]:162。
- 6月7日——國民政府令：瀋陽市、西安市、漢口市、廣州市改為行政院直轄市，自8月1日起正式實行[1]:8368。
- 6月8日——國防部致函佛教會稱：屆滿20歲至23歲之適齡僧侶，仍須同普通男子一樣照服兵役[1]:8369。
- 6月11日——外交部為新疆北塔山事件，分別向蘇聯、外蒙抗議[2]:492。
- 6月13日——莫斯科廣播否認蘇聯參與北塔山事件[2]:492。
- 6月16日——東北民主聯軍攻入四平街；傅作義部抵天津增防[2]:492。國軍被迫放棄安東省會[5]:162。
- 6月17日——行政院會議議決：婺源縣劃回安徽，光澤縣劃回福建[1]:8369。
- 6月18日——外交部聲明北塔山確為中國領土[2]:492。
- 6月19日——蘇聯駐華大使彼得洛夫返蘇聯述職[2]:492。
- 6月20日——蔣介石主持國務會議，報告軍事情況，會議決議取消公用事業大部貼補等案[1]:8372-8373；國民政府組織中央軍事慰問團，分蘇魯皖、察綏冀晉、陝北、豫鄂、東北5個區團，今起分批由南京出發[1]:8373。
- 6月22日——四平街市區東北民主聯軍增援猛攻，國軍復退守道東[2]:492。
- 6月25日——外交部發表公報，聲明旅大交涉經過，蘇聯應守條約，中國有權接收[2]:492。最高法院檢察署發布《平字第一九〇六號訓令》，「通緝」中共領導人毛澤東；6月29日，陝北中共觀察家發表聲明指出：任何一個解放區政府和人民有更大理由緝拿蔣介石並審判其罪行[1]:8374。

### 7月
- 四川省西、南部水災嚴重，共殃及33縣、市，受災農田65.6785萬畝，災民44.242萬，中央允撥10億元賑款[1]:8392。
- 7月1日——國軍在東北四平街追擊，攻下老四平，戰事暫告停頓[2]:492。
- 7月3日——全國經濟委員會決定收回臺灣、東北及新疆地方貨幣，以確定法幣統一地位；臺幣對法幣匯率改為1：65[2]:492。
- 7月4日——國民政府委員會通過「厲行全國總動員勘平共匪叛亂方案」[2]:492。
- 7月5日——蔣介石發布《剿共戡亂令》[9]:9。
- 7月7日——行政院公布「民營事業申請價配日本賠償物資辦法」[2]:492。
- 7月8日——外交部電令駐蘇大使傅秉常再向外蒙抗議[2]:492。
- 7月9日——盟軍總部宣稱中國可獲得日本臨時賠償物資總額15%[2]:492。
- 7月11日——蘇聯塔斯社發表公報，否認阻撓中國接收旅大[2]:492。美國總統杜魯門鑒中國局勢之惡化，派遣魏德邁到中國，作一實地之調查[5]:160。
- 7月17日——經濟委員會通過厲行節約消費辦法[2]:492。
- 7月18日——國務會議通過：一、動員戡亂完成憲政實施綱要；二、取消中共國大代表、國府委員保留名額及中共現任參政員除名等案[2]:492-493。
- 7月22日——任命孫立人為陸軍副總司令兼陸軍訓練司令[2]:493。魏德邁抵達南京[5]:160。
- 7月23日——「中英空運協定」及「中泰民航協定」在南京簽字[2]:493。中國國民黨中常會通過《黨團統一組織原則》，決定：一、現任省、市、縣支區分團部幹事監察，一律改任為省、市、縣黨部執監委員；二、擴增後之省、市黨部執行委員，由中央指定五至九人，組織黨團統一委員會，負黨團統一組織任務；三、省、市黨部設主任委員一人，由中央指定之[1]:8387。
- 7月24日——外交部照會美國政府，主對日和會應在上海舉行[2]:493。外交部照會荷蘭當局，要求保護印尼華僑安全[1]:8388。
- 7月25日——行政院通過《中央及地方權限劃分案》及修正通過《調整各省軍管區機構，改訂軍管區司令部組織條例案》[1]:8388。
- 7月26日——為救援綏遠南伊盟受旱災群眾，綏遠省府召開緊急會議，撥糧速行救濟，並電請中央撥款急賑[1]:8388。
- 7月27日——全國糧食會議在南京開幕，各省主席多參加（7月31日閉幕，決定徵實徵借辦法。）[2]:493。
- 7月28日——外蒙古申請加入聯合國，國民政府代表強烈反對[2]:493。
- 7月30日——中國出席聯合國代表徐淑希聲明北塔山屬中國，外蒙入侵並非邊界事件[1]:8391。
- 7月31日——國民政府令將共產黨毛澤東等現任參政員除名[2]:493。

### 8月
- 8月1日——國務會議決議：一、通過經濟改革方案；二、對日貿易原則開放[2]:493。
- 8月5日——蔣在兵役座談會上作特別指示兩點：一、地方政府職權必須提高，現在「剿亂」總動員時期，省主席及縣長自須提高權範圍，庶可增加工作效率，在地方政府中提高縣長職權，尤為切要；二、各省主席須具決心，振作精神，切勿用政制度不良，而推諉責任[1]:8393。
- 8月6日——中國國民黨中常會修正通過《各級黨團統一組織實施辦法》，主要內容為：團幹事改任黨執行委員，團監事改任黨監察委員，黨團經費合併辦法先由省、市、地方着手辦理；批准中央監察委員會關於開除李濟深黨籍之決議[1]:8394。
- 8月11日——印尼政府宣布：在印荷戰爭中被毁壞之一切外僑財產，印尼政府將予以賠償；中國僑民所受之損失，印尼政府將遵照特別條例進行賠償[1]:8395。
- 8月12日——戰時被日軍載往新幾內亞服勞役之中國戰俘共481人，於今晨自澳洲送抵香港；中國、瑞典外交關係升格為大使級[1]:8396。
- 8月15日——國民政府國務會議通過：一、《厲行節約消費辦法綱要》；二、調整文武人員待遇，文武待遇一致，追加武職官員8月至12月增支經費2,680億元；三、調整鹽税；四、國民政府委員伍憲子、政務委員李大明因久未到任而免職（均為與張君勵分離之中國民主社會黨員）[1]:8397。
- 8月20日——中國國民黨中常會通過中國國民黨黨員總動員「戡亂建國」方案，要求黨員協助政府推行節約，推行宣傳並確定黨員工作原則[1]:8399。
- 8月22日——印尼政府照會中國政府：對於中國僑民在印尼軍政當局退出若干地區後所受之侵略及恐怖行動拒絕負責，要求中國政府派代表前往印尼護僑；中國外交部令駐巴達維亞總領事蔣家棟調查印尼華僑受害情形[1]:8400。
- 8月24日——魏德邁離華返回美國[5]:160。
- 8月30日——中共中央通知，中央軍委副主席兼總參謀長彭懷任西北野戰軍司令員兼政委後，不能兼顧軍委工作，現由周恩來代理軍委總參謀長，葉劍英仍任副總參謀長；中國國民黨第六屆中常會第八十一次會議通過《中國國民黨戡亂建國總動員方案》，要求「在剿匪第一之原則下」，「使用一切力量，支援前線，爭取勝利，在此過程中，絕不容有任何之幻想」[1]:8403。
- 8月31日——蔣與宋美齡自南京抵達廬山牯嶺[1]:8403。

### 9月
- 蔣介石巡視北平、瀋陽[10]:52
- 9月1日——中國青年黨第十一屆全國代表大會在上海麗都花園開幕，曾琦主持並致開幕詞；在次日大會上，曾琦作政治報告，稱「青年黨力謀團結，與國民黨政策固無二致。因而參加國大，參加政府」[1]:8405。修正公布「銀行法」；國防部規定歸國僑胞服役辦法；北平故宮博物院與古物陳列所兩構合併[2]:494。
- 9月2日——國民政府免去蔣介石兼國立政治大學校長職，任命顧毓琇為國立政治大學校長[1]:8406。
- 9月5日——三民主義青年團中央幹事會第二次全體會議暨中央幹事、監事第二次聯席會議，在南京中央團部大禮堂開幕，討論黨團合併問題；9月6日，三民主義青年團二中全會第一次大會，接受黨團統一決策[1]:8407。行政院公布「後方共產黨處置辦法」[2]:494。
- 9月6日——行政院決定四川水災救濟辦法，加撥賑款20億元（連前撥共30億元），發放農貸100億元，酌減田賦[1]:8407。
- 9月8日——蔣介石自牯嶺返回南京；出席三民主義青年團中央幹事會第二屆第二次大會第四次會議，聽取關於黨團統一之意見[1]:8407。
- 9月9日——中國國民黨第六屆中央執行委員會第四次全體會議及中央黨團聯席會議上午在南京開幕，到會者580餘人，蔣介石在講話中稱：「目前本黨所遭遇之危機，至為重大。」[1]:8408外交部宣布：中緬（緬甸）互換大使[2]:494。
- 9月12日——通過黨團合併案（9月13日，閉幕，發表宣言，致力民生建設。）；四川省邛縣城郊發現唐代古物[2]:494。
- 9月16日——聯合國第二屆大會在紐約開幕；派陳誠兼任東北行轅政務委員會主任委員，王樹翰副之[2]:494。
- 9月19日——魏德邁將其報告秘密呈送美國總統杜魯門，建議在今後五年內，經國會授權，美國政府給予中國大量軍事及經濟援助，惟不被杜魯門所重視[5]:160。

### 11月
- 11月——蔣介石再度巡視北平，規劃剿中國共產黨軍事，並約集北平教育界人士談話[10]:52。
- 11月29日——蔣介石自北平飛返南京；北平行轅公布蔣介石對收復區人民實行之八條措施：收復區之農地要「歸還原業主所有」，佃農對地主交租以正產物之三分之一；農民必須參加當地保甲、參加自衛隊、幫助檢舉共產黨幹部及其積極分子，對「執迷不悟」之共產黨人要逮捕處置等[1]:8462。

### 12月
- 12月1日——中華民國外交部發言人就中緬劃界問題發表聲明，謂：北緯25度35分之北一段邊界，即由騰衝之尖高山起以北一段，幾經中英交涉未果，今緬甸將告獨立，願雙方循正當之外交途徑，求得合理合法與滿意之解決，任何片面之言論或行動，自不能強使對方認為有效；緬甸外交部發言人則宣稱，緬甸將不顧中國對其北部一部分領土之主張，而於來年1月4日接管卡倫尼邦[1]:8463。內政部核定公布南海各島名稱，這些島礁是中國固有領土，自經國防部會同各有關機關接收後，整頓竣事，由內政部命名：一、東沙群島，包括東沙島等三島；二、西沙群島，包括：（甲）永樂群島，其內有甘泉島、道乾群島等九處；（乙）宣德群島，其內有西沙洲、趙述島等21處；三、中沙群島，包括西門暗沙等29處；四、南沙群島，包括：（甲）危險地帶以西各島礁，其內有雙子礁等27處；（乙）危險地帶以西東各島礁，其內有海馬灘等4處；（丙）危險地帶以南各島礁，其中有保衛暗沙等16處；（丁）危險地帶以內各島礁，其內有曾母暗沙等40處[1]:8463-8464。
- 12月25日——毛澤東發表文告，指示解放軍全面出動[5]:159。毛澤東在楊家溝主持召開中共中央擴大會議，習慣稱為「十二月會議」[11]:368。
- 12月29日——東北戰局急轉直下，瀋陽展開保衛戰[2]:496。
- 12月31日——行政院善後救濟總署結束[2]:496。